# Замекник, Джон Стефан
Джон Стефан Замекник (англ. John Stepan Zamecnik, 14 мая 1872 — 13 июня 1953) — американский кинокомпозитор, скрипач и дирижёр, наиболее известный написанием музыкальных компиляций к немым фильмам.
Родился в Кливленде в 1872 году. В 1897 году окончил Пражскую консерваторию, где его учителем был Антонин Дворжак. После возвращения в США вернулся в Кливленде, а вскоре был принят скрипачом в Питтсбургский симфонический оркестр под руководством Виктора Херберта. В 1907 году Замекник стал музыкальным режиссёром недавно открытого театра «Ипподром» в Кливленде. После того как в театре стали демонстрировать немые фильмы, Замекник стал писать специальную музыку для показов. Его партитуры вскоре были изданы компанией «Samuel Fox». В 1924 году Замекник переехал в Голливуд, где вступил в Американское общество композиторов, авторов и издателей и продолжил написание музыки к немым фильмам. Скончался в 1953 году в Лос-Анджелесе в возрасте 81 года.
В 2011 году компания «Paramount Pictures» передала оригинальную рукописную партитуру Замекника для фильма Крылья в Библиотеку Конгресса.